# 김준혁 (역사가)
김준혁(金俊爀, 1969년 3월 7일~)은 대한민국의 역사가이다. 제22대 국회의원이다. 더불어시민당의 공천관리위원회 간사를 역임하였으며, 2022년 더불어민주당 정당혁신추진위 혁신위원을 맡았다.

## 학력
- 수원 파장국민학교 졸업
- 수원 수성중학교 졸업
- 수원 수성고등학교 졸업
- 중앙대학교 문과대학 사학과 학사
- 중앙대학교 대학원 사학과 석사
- 중앙대학교 대학원 사학과 박사

## 경력
- 2024. 4. 10. 대한민국 제22대 국회의원 선거 당선(경기 수원시 정, 더불어민주당, 초선)

다음의 직책을 맡고있다.
- 더불어민주당 제22대 수원시 정 국회의원
- 더불어민주당 경기도당 수원시 정 지역위원회 위원장
- 더불어민주당 원내부대표
- 더불어민주당 4050특별위원회 위원장
- 한신대학교 평화교양대학 교수
- 수원좋은도시포럼 연구원장
- 국제기념물유적협의회(ICOMOS) 한국위원회 위원
- (사)화성연구회 이사 (현재 부이사장)
- 정조인문예술재단 기획이사
- 대한조정협회 고문

다음의 직책을 맡았었다.
- 대통령직속 국가균형발전위원회 자문위원
- 더불어민주당 정당혁신추진위원
- 더불어민주당 소통위원회 부위원장
- 더불어민주당 문화예술위원회 부위원장
- 더불어민주당 경기도당 대변인
- 더불어민주당 문화콘텐츠개발특별위원회 위원장
- 더불어민주당 남북문화체육협력위원회 문화재분과위원장
- 더불어민주당 한반도 새100년위원회 위원
- 더불어시민당 공천관리위원회 간사
- 수원시 학예연구사
- 수원환경운동센터 공동대표
- 수원시기후환경네트워크 상임대표
- 3.1운동 100주년 수원시민추진위원회 운영위원장
- 산수화 상생협력협의회 운영위원장
- 이한열기념사업회 이사
- 경기민주언론시민연합 운영위원
- 남한산성 세계문화유산 등재추진위원
- 생활정치연구소 부소장
- 문화재찾기한민족네트워크 공동대표(사무총장)
- 한국중앙사학회 총무이사
- 경기도 문화재 전문위원
- 경기도박물관 미술관 진흥위원
- 청년 청소년 NGO 안아주세요 이사장
- 경기도문화의전당 이사
- 경희대학교 후마니타스칼리지 객원교수

### 의정 활동
- 2024년 5월 30일~: 제22대 국회의원(경기 수원시 정, 더불어민주당,  초선)
  - 2024년 6월~2025년 6월: 제22대 국회 전반기 국회운영위원회 위원
  - 2024년 6월~: 제22대 국회 전반기 교육위원회 위원
  - 2025년 7월~: 제22대 국회 전반기 국회운영위원회 위원
  - 2025년 7월~2025년 7월: 제22대 국회 헌법재판소 재판관 후보자를 겸하는 헌법재판소장(김상환) 임명동의에 관한 인사청문 특별위원회 위원

## 저서
- 《수원화성 : 정조의 꿈이 담긴 조선 최초의 신도시》, 스쿨김영사, 2007
- 《정조 : 이산, 새로운 조선을 디자인하다》, 웅진씽크하우스, 2007
- 《이산 정조, 꿈의 도시 화성을 세우다》, 여유당, 2008
- 《한반도의 운명을 바꾼 전투》, 한신대학교출판부, 2016
- 《역사는 미래다》, 더봄, 2016
- 《화성, 정조와 다산의 꿈이 어우러진 대동의 도시》, 더봄, 2017
- 《정조가 만든 조선의 최강 군대 장용영》, 더봄, 2018
- 《리더라면 정조처럼》, 더봄, 2020
- 《이재명에게 보내는 정조의 편지》, 더봄, 2021

### 공저
- 《행복한 인문학》, 이매진, 2008
- 《우리의 옛 문화와 소통하기》, 채륜, 2010
- 《역사에서 찾는 지도자의 자격》, 꿈결, 2012
- 《이곳에 가면 수원의 역사가 보인다》, 수원시사편찬위원회, 2014
- 《수원학 : 지리·역사》, 수원시정연구원, 2016
- 《경기도 수원 동학농민혁명》, 모시는사람들, 2017

## 역대 선거 결과
| 실시년도 | 선거   | 대수 | 직책     | 선거구         | 정당         | 득표수   | 득표율          | 순위 | 당락 | 비고 |
| -------- | ------ | ---- | -------- | -------------- | ------------ | -------- | --------------- | ---- | ---- | ---- |
| 2024년   | 총선   | 22대 | 국회의원 | 경기 수원시 정 | 더불어민주당 | 69,881표 | \| \| 50.86% \| | 1위  |      | 초선 |
|          | 50.86% |      |          |                |              |          |                 |      |      |      |

## 소속 정당
| 소속 정당 | 소속 정당    | 소속 기간 | 비고      |
| --------- | ------------ | --------- | --------- |
|           | 더불어민주당 | 2017~현재 | 정계 입문 |

## 같이 보기
- 수원시 정
- 수원시 영통구의 국회의원
- 수원시의 국회의원